# 롯데그룹
롯데그룹(영어: LOTTE Group, 일본어: ロッテ 롯테[*])은 대한민국과 일본의 다국적 기업집단이다.
현재 대한민국 본사는 대한민국 롯데월드타워 05551, 서울특별시 송파구 올림픽로 300(신천동 29), 일본 본사는 일본 도쿄도 신주쿠구 니시신주쿠 3가 20번지 1호에 위치해 있다.
- 일본에서 명문 와세다 대학을 졸업한 신격호 회장이 창업하여 사업을 시작한 이래, 전 세계적으로 그룹을 확장하고 있으며, 창업주 신격호의 모국인 대한민국에서 적극적인 투자 및 대규모 사업을 전개하고 있다.
- 닛케이 BP 컨설팅에 의한 '공동 메시지 조사'의 '인지율' 랭킹에서 5년 연속 1위를 차지하였다.
- 2024년 기준, 대한민국내 자산기준 재계 순위 5위에 올라있고(공기업 제외), 부채비율 부문에서는 국내 4위에 올라있다.(롯데그룹 내 금융계열사 제외) 또한, 일본 경제계에서는 미도리 회의 회원기업이며, 산와 그룹에 소속되어 있다.

## 기업 창업과 사명의 유래
- 롯데그룹은 1948년, 신격호가 일본에서 설립한 기업집단이다.
- 일본에서는 1948년부터 (주)롯데(2007년부터 롯데홀딩스라는 회사명으로 변경)를 설립하여 사업을 시작했고, 대한민국에서는 1967년부터 롯데제과(2017년부터 롯데지주라는 회사명으로 변경)를 설립하여 사업을 시작했다.
- 롯데그룹의 이름 유래는 괴테의 소설 <젊은 베르테르의 슬픔> 등장 인물인 샤롯데(Charlotte、シャルロッテ)에서 따온 이름이다.[1][2][3] 소비자로부터 영원히 매력적이고, 사랑받는 기업, 친숙한 제품 제조를 기원하는 의미에서 '롯데'라는 이름이 탄생되었다. 롯데의 캐치프레이즈는 입 속의 연인(お口の恋人・ロッテ)으로 불리며, 고안자는 일본의 개그 밴드 자 도리후타즈(The Drifters)로 활동하는 나카모토 고지의 어머니로 알려졌다.(종업원이 아닌 응모자로 활동했기 때문이다.) 2021년부터 한국 롯데 캐치프라이즈는 "오늘을 새롭게 내일을 이롭게"이며, 그룹 광고 캠페인으로 반영하고 있다.
- 롯데컬처웍스는 내부 계열 회사(롯데시네마, 롯데엔터테인먼트, 샤롯데씨어터)들을 따로 운영할 정도로 롯데의 이름이 많이 쓰이고 있다.

## 연혁
- 롯데의 창업주 신격호 회장은 일본 롯데의 수익을 자금원으로 하고, 당시 박정희 대통령에게 외국 자본 유치를 위해 모국인 대한민국에 투자를 해달라는 부탁을 받고 1965년의 한일 국교 정상화를 거쳐 모국인 대한민국에 한국 롯데를 발족시켰으며, 현재는 일본 롯데 보다 더 큰 기업으로 키웠다.
- 대한민국에서의 호텔사업은 일본의 테이코쿠 호텔을 모델로 했으며 최근에는 미국 뉴욕의 랜드마크로 알려진 더 뉴욕 팰리스 호텔까지 인수하면서 호텔사업을 다국적으로 확장하고 있다.

- 1967년 3월 24일 대한민국에서부터 대한민국 롯데그룹의 모태인 롯데제과(2017년부터 롯데지주라는 회사명으로 변경)를 설립하여 시작했다.
- 2016년 3분기 CEO스코어 자료에 따르면 계열사 수는 94개, 자산총액은 약 108조 8,940억원으로, 자산총액 기준, 재계순위 5위에 올라있다. 같은 기준, LG그룹의 자산총액은 약 109조 3,700억으로 롯데그룹과 LG그룹은 약 5,000억 정도밖에 차이가 나지 않는다.
- 계열사로는 롯데제과, 롯데칠성음료, 롯데쇼핑, 롯데건설, 롯데카드, 롯데케미칼, 롯데컬처웍스, 대홍기획 등이 있고, 유통업을 중심으로 식품 제조, 서비스업, 화학 등 다양한 분야로 사업을 확장하고 있다.

- 이러한 호텔사업을 시작하게 된 동기는 남다르다.
- 1970년, 서울시 불량식품 단속 당시, 국내 1위였던 롯데껌에서 쇳가루가 발견되어 위기에 휩싸였다.
- 이 때, 박정희 대통령은 신격호 전 롯데그룹 회장을 따로 불러 호텔사업을 지시했다.
- 당시 소공동에 있던 8층짜리 반도호텔을 인수하여, 34층으로 증축하는 대규모 사업을 실시했다.
- 부족한 부지는 당시 어린이 도서관 부지를 남산 (1988년 서울 반포동으로 이전)으로 옮기면서 속전속결로 사업을 진행했다.
- 이는 롯데그룹이 제과를 넘어 다양한 사업으로 발전하는 시초가 됐고, 향후 재계순위 5위까지 오르는 밑거름이 되었다.

- 이러한 투자를 비롯하여 요즘 롯데의 일본 시장용 광고의 캐스팅을 한류 스타를 중심으로 기용하거나, 일본 시장용 상품 광고의 경품으로 한국 롯데가 보유하고 있는 대한민국 내 리조트 시설 여행 상품을 넣거나, 일본인 관광객을 대한민국에 불러 들이고자 웹상에서 ni-KOREA(니코리아)라고 하는 대한민국 종합 관광 정보 사이트를 제작, 관리하고 있다.

- 한국 롯데의 경우 복잡한 순환출자 구조를 가지고 있다.
- 신격호와 신동빈이 지분을 가진 롯데쇼핑을 중심으로 롯데쇼핑은 롯데카드를, 롯데카드는 롯데칠성음료를, 롯데칠성음료는 다시 롯데쇼핑의 지분을 보유하는 식의 환상형 순환출자 구조다.
- 또, 호텔롯데가 롯데쇼핑을 비롯한 주요 계열사들의 지분을 소유하고 있어 사실상 호텔롯데가 한국 롯데의 지주회사격이다.[4] 신격호 총괄회장은 순환출자를 이용하여 0.05%의 지분으로 롯데그룹 전체를 지배하고 있다.[5] 그러나, 지주회사격인 호텔롯데는 롯데홀딩스(일본)와 일본계 투자회사 등이 지분의 거의 전체를 가지고 있다.[6]

- 하지만 신동빈 회장이 대국민 사과에서 약속한대로 2015년 8월 말부터 10월 말까지 두달동안 기존 416개의 순환출자고리 중 83.6%인 349개를 해소하였다.
- 그리고 롯데그룹의 지주사 격에 있는 호텔롯데와 다른 계열사의 기업공개(IPO)를 추진하고 있어 기업 투명성 조치를 가속화하고 있다.

- 2017년 롯데지주(주)를 창립하고, 호텔롯데와 별도로 롯데제과, 롯데쇼핑, 롯데칠성, 롯데푸드를 자회사로 하여 순환출자의 고리를 축소하였고, 이어 2018년에는 나머지 회사들도 롯데지주의 자회사로 병합하면서 순환출자의 고리가 "0"이 되었다. 실질적으로 일본 롯데의 한국 롯데 지분은 호텔롯데를 제외하면 완전 희석되어 실질적인 분리가 완성되었다.

- 일본 롯데는 장남인 신동주가, 한국 롯데는 차남인 신동빈이 경영권을 승계한다.[7] 허나, 복잡한 순환출자 구조때문에 장남인 신동주 일본 롯데 부회장이 한국 롯데를 사실상 지배하다가 롯데홀딩스 이사회로부터 부회장 직을 해임 당한다.
- 신동빈은 형인 신동주의 해임 사태를 두고 아버지 신격호의 결정이라고 주장하였다.[8]

- 한편, 일본 오리온즈가 과거 볼티모어 오리올스와 제휴한 미국 마이너리그팀 로다이 오리올즈(구 로다이 파드레스)의 경영권을 가졌던 탓인지[9] 미국 뉴저지주에 프로야구 메이저리그 구장을 건설할 계획이었지만[10] 무산됐다.
- 2026년 3월 대구 시내버스 업체인 신일여객 인수 폐지 받고 롯데버스자동차주식회사 신설 이동 예정이다.

## 경영권 분쟁
- 전 일본 롯데그룹 부회장이자 롯데 홀딩스 부회장인 신동주가 창업주 겸 아버지인 신격호를 내세워 쿠데타를 일으켰으나 1일 만에 실패당하였고, 이번 사태로 신동빈 회장이 롯데그룹 임직원들의 전폭적인 대다수 지지를 받아내고 롯데그룹 회장으로 임명받으며 신격호 총괄회장을 전격 해임시켰다.[11]
- 이번 사태로 신동빈 롯데 회장 체제가 더 굳어졌다.[12]

## 계열사
| 계열회사명             | 업종                                                  |
| ---------------------- | ----------------------------------------------------- |
| 지주회사               |                                                       |
| 롯데홀딩스             | 지주회사                                              |
| 과자사업 부문          |                                                       |
| 롯데                   | 과자, 아이스크림 등의 제조 밎 판매                    |
| 롯데상사               | 과자, 음료 등의 판매                                  |
| 미도리상사             | 과자, 음료, 잡화류 등의 판매                          |
| 메리초콜릿컴퍼니       | 선물용 과자 등의 제조 및 판매                         |
| 롯데건강산업           | 음료 등의 제조 및 판매                                |
| 롯데주류재팬           | 주류 등의 제조 및 판매                                |
| 외식사업 부문          |                                                       |
| 크리스피크림도넛재팬   | 기타음식점업                                          |
| 긴자코지코너           | 기타음식점업                                          |
| 금융 부문              |                                                       |
| 롯데파이낸셜코퍼레이션 | 기타금융지원서비스업                                  |
| 서비스사업 부문        |                                                       |
| 롯데부동산             | 부동산 개발                                           |
| 고준샤                 | 포장자재 판매                                         |
| 롯데물산               | 무역업                                                |
| 패밀리                 | 잡지 발행                                             |
| 롯데서비스             | 각종 기계, 시설장치 제작 및 보수                      |
| 롯데그린서비스         | 그린 렌탈 리스 판매                                   |
| 롯데온라인샵           | 롯데, 메리, 긴자 과자, 롯데리아 즉석 음식 온라인 판매 |
| 스포츠 부문            |                                                       |
| 지바 롯데 마린스       | 기타 스포츠 서비스업                                  |

| 계열회사명                                 | 계열회사명                                 | 업종                                        |
| ------------------------------------------ | ------------------------------------------ | ------------------------------------------- |
| 지주회사                                   |                                            |                                             |
| 롯데지주                                   | 롯데지주                                   | 지주회사                                    |
| 롯데홀딩스                                 | 롯데홀딩스                                 | 지주회사                                    |
| 식품 부문                                  |                                            |                                             |
| 롯데웰푸드                                 | 롯데웰푸드                                 | 껌, 과자, 빙과류, 유지, 식품, 음료 제조판매 |
|                                            | 롯데네슬레코리아                           | 커피, 코코아 제조판매업                     |
| 롯데칠성음료                               | 롯데칠성음료                               | 청량음료, 주류제조 도소매                   |
|                                            | 롯데아사히주류                             | 수입주류 도매업                             |
|                                            | 씨에이치음료                               | 비알코올음료 및 얼음제조업                  |
|                                            | 충북소주                                   | 증류주 및 합성주 제조업                     |
|                                            | 에치유아이                                 | 증류주 및 합성주 제조업                     |
|                                            | 백학음료                                   | 먹는샘물 제조업                             |
|                                            | 엠제이에이와인                             | 주류 판매업                                 |
| 롯데GRS                                    | 롯데GRS                                    | 기타음식점업                                |
| 유통, 미디어 부문                          |                                            |                                             |
| 롯데쇼핑                                   | 롯데쇼핑                                   | 대형종합소매업                              |
|                                            | 롯데백화점                                 | 백화점                                      |
|                                            | 롯데마트                                   | 대형 할인점                                 |
|                                            | 롯데슈퍼                                   | 기업형 슈퍼마켓                             |
|                                            | 롯데하이마트                               | 전자부문 대형종합소매업                     |
|                                            | 롯데시네마                                 | 영화 및 엔터테인먼트업                      |
|                                            | 롯데컬처웍스                               | 영화 및 엔터테인먼트업                      |
|                                            | 씨에스유통                                 | 음식료품위주 종합소매업                     |
|                                            | 한국에스티엘                               | 가방 및 기타 가죽 제품소매업                |
|                                            | 에프알엘코리아                             | 섬유, 직물, 의복 및 악세서리 소매업         |
|                                            | 더시네마오브코리아                         | 사진 촬영 및 처리업                         |
|                                            | 롯데지에프알                               | 의류제조업                                  |
| 롯데홈쇼핑                                 | 롯데홈쇼핑                                 | 통신판매업                                  |
| 코리아세븐                                 | 코리아세븐                                 | 음식료품위주 종합소매업                     |
|                                            | 바이더웨이                                 | 음식료품위주 종합소매업                     |
| 롯데상사                                   | 롯데상사                                   | 무역업                                      |
|                                            | 한국후지필름                               | 그 외 기타 화학제품 제조업                  |
|                                            | 무인양품                                   | 생활용품, 의류, 가구, 식품 제조판매업       |
| 롯데닷컴                                   | 롯데닷컴                                   | 통신판매업                                  |
| 시네마통상                                 | 시네마통상                                 | 음식료품 위주 종합소매업                    |
| 시네마푸드                                 | 시네마푸드                                 | 음식료품 위주 종합소매업                    |
| 롯데역사                                   | 롯데역사                                   | 대형종합소매업                              |
| 관광 부문                                  |                                            |                                             |
| 호텔롯데                                   | 호텔롯데                                   | 관광호텔업                                  |
|                                            | 롯데디에프글로벌                           | 면세점업                                    |
|                                            | 롯데디에프리테일                           | 면세점업                                    |
|                                            | 롯데면세점 제주                            | 면세점업                                    |
|                                            | 롯데월드                                   | 휴양관광업                                  |
|                                            | 김해 롯데워터파크                          | 휴양관광업                                  |
| 롯데호텔 부산                              | 롯데호텔 부산                              | 관광호텔업                                  |
| 롯데물산                                   | 롯데물산                                   | 부동산임대업                                |
|                                            | 롯데월드타워                               | 관광호텔업 등                               |
|                                            | 롯데월드몰                                 | 대형종합소매업 등                           |
| 롯데제이티비                               | 롯데제이티비                               | 여행사업                                    |
| 석유화학·건설·제조 부문                    |                                            |                                             |
| 롯데케미칼                                 | 롯데케미칼                                 | 석유화학 제조업                             |
|                                            | 케이피켐텍                                 | 화학섬유 제조업                             |
|                                            | 롯데MCC                                    | 기초유기화학물질 제조업                     |
|                                            | 데크항공                                   | 자동차 차체용부품 제조업                    |
|                                            | 롯데엔지니어링플라스틱                     | 그 외 기타 플라스틱제품 제조업              |
|                                            | 씨텍                                       | 증기, 냉온수 및 공기조절 공급업             |
|                                            | 롯데미쓰이화학                             | 그 외 기타 화학제품 제조업                  |
|                                            | 롯데베르살리스엘라스토머스                 | 그 외 기타 화학제품 제조업                  |
|                                            | 롯데정밀화학                               | 기초유기화학물질 제조업                     |
|                                            | 롯데이네오스화학                           | 기초유기화학물질 제조업                     |
|                                            | 한덕화학                                   | 그 외 기타 화학제품 제조업                  |
| 롯데에너지머티리얼즈                       | 롯데에너지머티리얼즈                       | 일렉포일 제조업                             |
| 롯데건설                                   | 롯데건설                                   | 건설업                                      |
|                                            | 부산신항제이배후도로                       | 육상 운송지원 서비스업                      |
|                                            | 청라에너지                                 | 증기, 냉온수 및 공기조절 공급업             |
| 캐논코리아                                 | 캐논코리아                                 | 기억장치 및 주변기기 제조업                 |
|                                            | 엔젤위드                                   | 자회사형 장애인 표준사업장                  |
| 롯데렌탈                                   | 롯데렌탈                                   | 자동차 임대업                               |
| 롯데알미늄                                 | 롯데알미늄                                 | 알루미늄 압연, 압출 및 연신제품 제조업      |
| 롯데알미늄비엠                             | 롯데알미늄비엠                             | 양극박 및 일반박 제조업                     |
| 롯데알미늄피엠                             | 롯데알미늄피엠                             | 캔·연포장·골판지·생활용품 제조업            |
| 금융 부문                                  |                                            |                                             |
| 롯데멤버스                                 | 롯데멤버스                                 | 기타금융지원서비스업                        |
| 롯데캐피탈                                 | 롯데캐피탈                                 | 신용카드 및 할부금융업                      |
| 서비스·연구·지원 부문                      |                                            |                                             |
| 대홍기획                                   | 대홍기획                                   | 광고대행업                                  |
|                                            | 엠허브                                     | 광고대행업                                  |
|                                            | 스틱 인터랙티브                            | 광고대행업                                  |
| 롯데이노베이트                             | 롯데이노베이트                             | 컴퓨터시스템 통합자문, 구축 및 관리업       |
|                                            | 롯데IT테크                                 | 컴퓨터시스템 통합자문, 구축 및 관리업       |
|                                            | 현대정보기술                               | 컴퓨터시스템 통합자문, 구축 및 관리업       |
|                                            | 롯데피에스넷                               | 전자금융서비스업                            |
| 롯데글로벌로지스                           | 롯데글로벌로지스                           | 종합물류업                                  |
| 롯데자산개발                               | 롯데자산개발                               | 부동산 개발 및 공급업                       |
|                                            | 유니버셜스튜디오코리아리조트개발           | 비주거용건물 건설업                         |
|                                            | 유니버셜자산관리                           | 부동산 관리업                               |
|                                            | 롯데수원역쇼핑타운                         | 부동산 관리업                               |
|                                            | 롯데송도쇼핑타운                           | 부동산 관리업                               |
|                                            | 롯데인천개발                               | 부동산 개발 및 공급업                       |
|                                            | 롯데인천타운                               | 부동산 개발 및 공급업                       |
|                                            | 롯데김해개발                               | 사업시설유지관리서비스업                    |
|                                            | 장교프로젝트금융투자                       | 프로젝트 금융투자                           |
| 에스앤에스인터내셔날                       | 에스앤에스인터내셔날                       | 부동산임대업                                |
| 롯데문화재단                               | 롯데문화재단                               | 문화지원사업                                |
|                                            | 롯데뮤지엄                                 | 미술관 및 전시업                            |
|                                            | 롯데콘서트홀                               | 공연장 및 문화예술사업                      |
| 롯데장학재단                               | 롯데장학재단                               | 장학지원사업                                |
| 롯데복지재단                               | 롯데복지재단                               | 사회복지사업                                |
| 롯데삼동복지재단                           | 롯데삼동복지재단                           | 비영리 사회복지법인                         |
| 스포츠 부분                                |                                            |                                             |
| 롯데 자이언츠                              | 롯데 자이언츠                              | 기타 스포츠사업                             |
| 시내버스 업체 부분                         |                                            |                                             |
| 롯데버스 신일여객 인수 폐업 신설 이동 예정 | 롯데버스 신일여객 인수 폐업 신설 이동 예정 | 기타 시내버스사업                           |

### 계열사 설립·인수·합병·분리·변경
- 1973년 호텔롯데(주)가 반도호텔 인수
- 1974년 11월 칠성한미음료(주) 인수→1974년 12월 롯데칠성음료(주)로 회사명 변경
- 1975년 롯데 자이언츠 창단
- 1977년 삼강산업(주) 인수→1978년 2월 (주)롯데삼강으로 회사명 변경
- 1979년 롯데호텔 준공
- 1979년 애드롯데 설립
- 1979년 롯데유업(주)에서 롯데축산(주)로 회사명 변경
- 1979년 11월 협우실업(주) 인수→롯데쇼핑(주)로 회사명 변경
- 1981년 롯데축산(주)에서 (주)롯데햄•롯데우유로 회사명 변경
- 1982년 애드롯데를 전신으로 대홍기획 창립, 롯데 자이언츠 프로화
- 1990년 5월 (주)국제신문 인수
- 1994년 롯데쇼핑(주)이 코리아세븐(주)을 인수함(세븐일레븐 포함)
- 1999년 12월 코리아세븐(주)이 코오롱그룹에서 로손 편의점 인수→흡수 합병
- 1999년 (주)국제신문이 롯데그룹에서 분리
- 2002년 5월 롯데리아(주)(한국)가 HSBC프라이비트이퀴티(주) 지분 구입으로 T.G.I. Friday's를 인수하여 롯데리아(한국)의 산하 회사로 편입
- 2002년 7월 롯데쇼핑(주)이 미도파백화점(주) 인수→롯데미도파(주)로 회사명 변경
- 2002년 10월 (주)롯데(일본)와 유키지루시 유업(주) 아이스크림 부문과의 합병회사로 출자하여 (주)롯데스노우(일본) 설립
- 2002년 12월 동양카드(주) 인수→롯데카드(주)로 회사명 변경
- 2003년 호남석유화학(주)이 현대석유화학(주)한테 (주)LG화학과의 분할 인수 정책에 따라 현대석유화학(주) 분할 인수
- 2004년 롯데쇼핑(주)이 한화그룹에서 한화슈퍼 인수
- 2005년 1월 현대석유화학(주)에서 (주)씨텍(LG화학과의 공동 운영 산하 회사), 롯데대산유화(주)로 분할하고 회사명 변경하며 호남석유화학의 산하 회사로 편입
- 2005년 롯데칠성음료(주)가 아사히맥주를 수입하여 롯데아사히주류(주) 설립
- 2006년 롯데쇼핑(주)이 (주)우리홈쇼핑 인수
- 2007년 2월 (주)우리홈쇼핑을 롯데그룹으로 편입
- 2007년 3월 20일 (주)롯데(일본)를 존속법인인 (주)롯데홀딩스(일본)와 신설법인인 (주)롯데(일본)으로 기업 분할
- 2007년 4월 (주)롯데햄•롯데우유에서 롯데우유(주)로 분할되어 롯데그룹에서 분리
- 2007년 대한화재해상보험(주) 인수→롯데손해보험(주)으로 회사명 변경
- 2007년 롯데쇼핑(주)이 (주)빅마트의 14개점을 인수
- 2007년 JTB그룹(일본)과 합작하여 롯데제이티비(주) 설립
- 2007년 롯데쇼핑(주)이 중국 마크로 점포 인수
- 2008년 4월 (주)롯데냉과(일본)와 (주)롯데스노우(일본)를 합병하여 (주)롯데아이스(일본) 설립
- 2008년 4월 대한화재해상보험(주)→롯데손해보험(주)으로 회사명 변경
- 2008년 8월 롯데제과(주)가 벨기에 초콜릿 전문 제조사 길리안(Guylian)(주) 인수
- 2008년 10월 롯데쇼핑(주)에서 인도네시아 마크로 점포 인수
- 2009년 1월 롯데칠성음료(주)가 두산그룹한테서 두산주류BG(주)를 인수→롯데주류BG(주)로 회사명 변경하여 롯데칠성음료의 산하 회사로 편입
- 2009년 롯데우유(주)에서 (주)푸르밀로 회사명 변경
- 2009년 CH음료(주)(롯데칠성음료 산하 회사)가 해태음료 안성 공장 인수
- 2009년 롯데정보통신(주)과 롯데카드(주)가 (주)마이비 인수
- 2009년 호텔롯데(주)가 AK면세점 인수→롯데면세점 코엑스점으로 회사명 변경
- 2009년 롯데쇼핑(주)이 중국 유통업체 타임스 인수
- 2009년 12월 롯데제과(주)가 (주)기린 인수→흡수 합병
- 2010년 코리아세븐(주)이 (주)바이더웨이 인수→흡수 합병
- 2010년 5월 롯데정보통신(주)와 롯데카드(주)가 (주)이비카드 인수
- 2010년 롯데쇼핑(주)이 GS그룹(지주회사: 주식회사 GS)으로부터 GS리테일(주)의 GS마트(14개점)와 GS스퀘어(3개점)등을 인수함
- 2010년 7월 호남석유화학(주)이 말레이시아 타이탄케미칼(주) 인수
- 2010년 8월 롯데쇼핑(주)이 중국 홈쇼핑채널 럭키파이 인수
- 2010년 9월 롯데칠성음료(주)에서 필리핀 펩시(PCPPIㆍPepsi Cola Products Philippines, Inc.)(주) 인수
- 2010년 10월 롯데제과(주)가 파키스탄 제과기업 콜손 인수
- 2010년 호남석유화학(주)이 데크항공(주) 인수
- 2010년 12월 (주)롯데삼강이 파스퇴르유업(주)를 산하 회사로 편입
- 2011년 1월 롯데정보통신(주)이 성호그룹한테서 현대정보기술(주) 인수
- 2011년 3월 롯데칠성음료(주)가 충북소주(주) 인수
- 2011년 10월 롯데칠성음료(주)가 산하 회사 롯데주류BG(주)를 흡수 합병
- 2011년 롯데쇼핑(주)이 씨에스유통(주)의 굿모닝마트, 하모니마트 등 인수
- 2012년 6월 롯데마트가 빅마켓(창고형 할인마트)을 개장
- 2012년 7월 롯데쇼핑(주)이 유진그룹한테서 전자제품전문 유통기업 (주)하이마트 인수→롯데쇼핑 산하 업체로 편입하여 회사명을 롯데하이마트(주)로 변경
- 2012년 호남석유화학(주)이 산하 회사 롯데대산유화(주), 케이피케미칼(주)과 합병하고 회사명을 롯데케미칼(주)로 변경
- 2013년 1월 롯데쇼핑(주)이 산하 회사 롯데미도파(주)를 흡수 합병→롯데백화점 노원점으로 변경
- 2013년 1월 롯데쇼핑 산하 회사 롯데인천개발(주)이 인천광역시와 인천터미널 부지 양수도 계약 체결
- 2013년 (주)롯데삼강이 산하 회사 파스퇴르유업(주), (주)웰가, 롯데후레쉬델리카(주), (주)롯데햄을 흡수 합병 후 4월 롯데푸드(주)로 회사명 변경
- 2013년 롯데제과(주)가 카자흐스탄 제과기업 라하트 인수
- 2014년 2월 롯데칠성음료(주)가 군인공제회 산하 록인음료 인수→백학음료(주)로 회사명 변경
- 2014년 5월 30일 롯데푸드(주), 한국네슬레(주) 50% 주식 취득. 롯데네슬레코리아 출범
- 2014년 9월 이지스일호(주)[14]가 현대로지스틱스(주) 인수
- 2015년 2월 18일 롯데쇼핑·호텔롯데 컨소시엄, KT한테서 KT렌탈 인수 우선협상대상자 선정
- 2015년 6월 3일 KT렌탈에서 롯데렌탈(주)로 회사명 변경 및 공식 출범, KT금호렌터카에서 롯데렌터카로 브랜드명 변경
- 2015년 10월, 롯데그룹, 삼성그룹 간의 빅딜 성사. 롯데그룹 창립 이후, 역대 가장 큰 M&A. 롯데케미칼(주)이 삼성SDI(주) 케미칼 사업부문, 삼성정밀화학(주), 삼성BP화학 등을 인수함
- 2016년 12월 현대로지스틱스(주)를 롯데글로벌로지스(주)로 회사명 변경
- 2017년 7월 롯데리아(주)(한국)를 롯데지알에스(주)로 회사명 변경
- 2017년 10월 1일 롯데제과(주)를 롯데지주(주)(존속법인)와 롯데제과(주)(신설법인)로 기업 분할, 롯데물산 영문 사명 변경(Lotte Corporation → Lotte Property & Development)
- 2018년 4월 (주)롯데(일본)가 (주)롯데아이스(일본)를 흡수 합병
- 2019년 5월 롯데손해보험(주)을 JKL파트너스에게 매각
- 2019년 10월 롯데카드(주), (주)이비카드, (주)마이비, (주)한페이시스를 MBK 파트너스+우리은행 컨소시엄에 매각
- 2022년 7월 1일 롯데푸드(주)를 롯데제과에 합병
- 2026년 3월 대구 시내버스 업체인 신일여객 인수 폐지 받고 롯데버스자동차주식회사 신설 이동 예정

### 관련 회사
- 농심 (구 롯데공업) - 신격호 총괄회장의 동생 신춘호가 롯데공업(주)으로 창업하였다. 회사 이름만 롯데일 뿐 롯데그룹과는 무관한 별개의 회사이며 1978년 3월 (주)농심으로 사명을 변경하였다.
- 산사스 - 신격호 총괄회장의 동생 신선호가 일본에서부터 창업하였다.
- 푸르밀 (구 롯데우유) - 1978년 롯데유업(주)로 창업하였다. 1979년 (주)롯데축산으로 사명을 변경하였다가 1981년 (주)롯데햄•롯데우유로 다시 사명을 변경하였으며 2007년 4월 (주)롯데햄•롯데우유에서 롯데우유(주)로 분할되어 롯데그룹에서 분리되고 2009년 (주)푸르밀로 사명을 변경하였다.
- 동화면세점 - 신격호 총괄회장의 여동생 신정희가 대표이사를 맡고있다. 롯데그룹과는 지분관계가 전혀 없는 별개의 회사이며 대한민국의 최초로 개설된 시내 면세점으로서, 구 명칭은 동화아케이드였다.
- 롯데관광개발 - 신격호 총괄회장의 손위처남 김기병이 회장을 맡고있다. '롯데' 브랜드만 사명에서 사용하고 있을뿐 롯데그룹과는 지분관계가 전혀 없는 별개의 회사다. 롯데그룹의 관광·여행 부문 계열사는 롯데JTB이다.
- SDJ코퍼레이션 - 신격호 총괄회장의 장남 신동주가 창업하였다. 롯데에서 해임당하고도 고준샤 운영 체계에서 신동빈을 해임시켰던 신동주는 현재로도 고준샤의 운영권을 단독으로 보유하고 있다.
- BNK금융지주 (부산은행) - 롯데장학재단을 비롯한 롯데의 계열사들이 부산은행의 지주회사인 BNK금융지주의 지분 13.59%를 보유해 최대주주다. 과거에는 최대 25%까지 지분을 보유하였으나, 금산분리 정책에 따라 지분이 줄어들었다.
- 국제신문 - 1990년 5월부터 롯데 지분에 따라 살아나갔으나 1999년 9월 1일 '제2 창간 선언'을 실시한다며 롯데그룹에서 분리하였다.
- BNF통상
- 허쉬초콜릿 - 2007년 1월부터 제휴 관계를 체결하고 있다.
- 펩시코
- 델몬트 푸즈
- 네슬레
- 크리스피 크림 도넛
- 유키지루시 유업
- 소고 백화점 지바 현 점 - 일본 지바 현 내의 각 점포(가시와 점 제외)에서 지바 롯데 마린스의 일본 프로 야구 퍼시픽 리그 우승이나 (퍼시픽 리그 우승→클라이맥스 시리즈 우승 이후로의 경우로는) 일본 시리즈 우승 시에 기념 세일을 행사하고 있다.
- 다카시마야 백화점 니혼바시 점 - 1972년부터 일본 롯데리아 1호점을 개업하고 있다.
- 버거킹 재팬 - (1993년에만 세이부 상사(현 : 세이부 프로퍼티즈)(1993년 9월 22일에 폐점), 1996년부터 2001년 3월말까지 일본담배산업이 운영하였던 이후에는) 2006년 11월 29일(2007년)부터 일본 롯데리아가 리밤프(REVAMP)와 공동으로 설립하고 경영권을 보유하였으나, 2010년 8월 21일에는 한국 롯데리아가 인수하여 운영했으나 2017년 10월 16일 버거킹 대주주인 레스토랑브랜드인터내셔널(RBI)이 홍콩계 사모펀드 어피니티 에쿼티 파트너스(AEP)에 버거킹 재팬의 마스터프랜차이즈 사업권을 넘겨주면서 롯데와 어피니티간의 매각이 논의중이다.
- 쇼가쿠칸 - 일본의 유명 서적 출판사, <월간 코로코로 코믹>(아동 만화 잡지)에서 <빅쿠리맨 시리즈(빅쿠리맨(일본 최초 빅쿠리맨 미디어 진출 작품), 소년 빅쿠리맨 클럽, 슈퍼 빅쿠리맨, 빅쿠리맨 2000)>(<사랑의 전사 헤드로코코>는 소녀 만화 잡지 <뿅뿅>→<챠오>에만 연재하였음)를 만화로 연재하였다. 도라에몽과 포켓몬스터의 롯데(일본) 제품 제조 판매를 위해 저작권 협의 체결로도 실시하고 있다.
- 아사히 방송 - TV 아사히 계열의 간사이 지방 방송국, <빅쿠리맨 시리즈> 세 작품(빅쿠리맨, 신 빅쿠리맨, 슈퍼 빅쿠리맨)을 TV 애니메이션으로 제작 협력하며 TV 아사히와 TV 아사히 계열 지방 방송국(아사히 방송 포함), TV 아사히 이외 타 수도권 민영 방영사(닛폰 TV, TBS, 후지 TV) 계열의 지방 방송국으로 방영하였다.
- TV 아사히 - 수도권(간토)으로서 <빅쿠리맨 시리즈>의 TV 애니메이션 방영 회사, 그 이후에 <축!(해피☆러키) 빅쿠리맨>만으로 제작 방영하였다. (BS 아사히(TV 아사히 산하 위성 방송국)로도 재방영을 실시하였으나, TV 아사히 계열의 지방 방송국과 타 수도권 민영 방영사 계열의 지방 방송국이 방영하지 않았다.)
- 도에이 - <빅쿠리맨 시리즈>의 제작 회사.
- 도에이 애니메이션 - <빅쿠리맨 시리즈>의 TV 애니메이션 제작 회사.
- 아사츠 디케이 - <빅쿠리맨 시리즈> 세 작품(빅쿠리맨, 신 빅쿠리맨, 슈퍼 빅쿠리맨)의 제작 겸 광고 대리 회사.
- TV 도쿄 - <빅쿠리맨 2000>의 TV 애니메이션 제작 방영 회사.
- 스튜디오 코멧트 - <빅쿠리맨 2000>의 TV 애니메이션 제작 협력 회사.
- 니혼 애드 시스템스 - <빅쿠리맨 2000>의 TV 애니메이션 제작 겸 광고 대리 회사.
- 다카라토미 - 1985년부터 롯데(일본)가 발매하였던 <빅쿠리맨 악마vs천사 시리즈> 씰 발매의 30주년을 기념하기 위해 (다카라토미의 <인생 게임> 시리즈 중으로서) <빅쿠리맨 악마vs천사 인생 게임>이라는 콜라보레이션 보드 게임을 2015년 6월 25일부터 발매하고 있다.
- 마루혼 - 빅쿠리맨의 파칭코 시리즈를 개발하였다.
- 마루미야 - <빅쿠리맨 시리즈>의 후리카케, 카레를 제조 판매하였다.
- 일본수산 - 빅쿠리맨 소시지를 제조 판매하였다.
- 반다이 - <빅쿠리맨 시리즈>의 완구를 제조 판매하였다, 롯데 껌(일본)의 <COFFEE>, <QUICK QUENCH>, 롯데 아이스크림(일본)의 <유키미 다이후쿠>와의 콜라보 기획 입욕제를 제조 판매하였다.
- 넥슨 - 일본 지부를 본사로 설정하며 게임 개발을 실시하고 있는 NXC의 자회사, 2016년까지 지바 롯데 마린스와 롯데 자이언츠의 공식 스폰서로 함께 활동하였다.
- 겅호 - 2017년부터 지바 롯데 마린스의 공식 스폰서로 활동하였다.
- 신한은행 - 일본 법인으로 설정하였던 금융 회사, 2016년 신년일까지 롯데ATM(롯데마트, 롯데백화점에서만 이용)과 제휴하였다.
- 우리은행
- 아사히 음료 - 롯데아이스(일본)가 <쿨리쉬 칼피스>, <칼피스 아이스바>를 콜라보로 제조 판매하고 있다.
- 산토리 - 롯데(일본)가 <산토리 캔디>를 콜라보로 제조 판매하고 있다.
- 요시모토 흥업 - 롯데(일본)가 <요시모토 빅쿠리맨 예인 초코>(연합군 예인/간사이 출신 예인) 콜라보 제조 판매, <코알라의 마치> 콜라보 제조 판매에 협력하고 있다.
- 허드슨 소프트 - 일본의 게임 개발 회사 웨스톤(1985년부터 이스케이프 라는 이전의 초창기 회사명으로 법인 설립, 이후 1987년에 웨스톤→2000년 4월에 웨스톤 히트 엔터테인먼트로 회사명 변경, 2014년에 파산)이 <원더 보이>(발매원 : 세가)를 <다카하시 명인의 모험도 시리즈>(발매원 : 허드슨)로 개조하며 발매하였다면 <원더 보이 몬스터 랜드>(발매원 : 세가)를 <빅쿠리맨 월드>(PC 엔진 휴카드, PC 엔진 본체 일본 발매일과 동시에 이어 PC 엔진의 전체 소프트웨어 중에서 사상 최초이며 휴카드의 일본 라이센스 소프트웨어 사상 최초로 '상하이'와 같이 공동 발매, 일본 최초 빅쿠리맨 게임 미디어 진출 작품, 웨스톤과 허드슨이 공동 개발)(발매원 : 허드슨)로 개조하며 발매하였다. 이후로 <빅쿠리맨 대사계>(PC 엔진 CD-ROM², CD-ROM²의 일본 라이센스 소프트웨어 사상에서 세 번째로 발매, 제1탄~제13탄 씰 수록), <빅쿠리맨 월드 : 격투 성 전설>(패밀리 컴퓨터)을 연이어 발매하였으나, 현재로는 허드슨의 회사 체계가 파산되며 코나미 디지털 엔터테인먼트(코나미 홀딩스 산하 회사)로 흡수 합병되었다.
- 아틀러스 - <빅쿠리맨 월드 : 격투 성 전설>을 개발하였다.
- 프롬 소프트웨어 - <빅쿠리맨 대사전>(닌텐도 DS의 게임 소프트 웨어, 프롬 소프트웨어의 발매 회사 필명은 3 O'CLOCK으로 명기, 제1탄~제31탄 씰 수록)을 실물 그래픽으로 제작·판매하였다.
- 니폰이치 소프트웨어 - <빅쿠리맨 한숙패왕 삼위동란전창기>(닌텐도 3DS)를 제작·판매하였다.

## 관련 만화 서적
- 빅쿠리맨 시리즈
  - 빅쿠리맨
  - 소년 빅쿠리맨 클럽
  - 슈퍼 빅쿠리맨
  - 빅쿠리맨 2000
- 사랑의 전사 헤드로코코[15]
- 아스트로 구단 - (집시 행세로 전락당하면서도 아스트로 구장 간판권 분쟁에 대해 롯데 명명권으로 내걸고 아스트로 구단과 승부를 벌이려는) 가네다 마사이치 감독이 이끄는 롯데 오리온즈가 아스트로 구단의 제2전 상대로 출현하였다.
- 괴짜가족 - 우메보시 나미다와 우메보시 규도(나미다의 아버지)가 응원하는 지바 롯데 마린스와 노무라 사치코가 좋아하는 롯데의 일본 제품 트렌드가 만화 본 작품에 출현하였다.

## 관련 애니메이션
- 빅쿠리맨 시리즈
  - 빅쿠리맨
  - 신 빅쿠리맨
  - 슈퍼 빅쿠리맨
  - 빅쿠리맨 2000
  - 축!(해피☆러키) 빅쿠리맨

## 스포츠단
- 롯데 자이언츠
- 지바 롯데 마린스
- 장쑤 페가수스

## 논란

### 복잡한 순환출자 구조
롯데의 순환출자 구조는 대한민국 대기업집단 중 가장 복잡하다. 2013년 4월 1일 기준, 공정거래위원회의 조사에 따르면 총 43개의 고리가 형성되어있다. 순환출자의 고리에 중심적인 역할을 하는 계열사는 롯데쇼핑, 호텔롯데, 롯데제과, 롯데케미칼이 있다. 가장 핵심적인 롯데쇼핑의 대주주는 28.58%를 보유한 신격호 총괄회장과 그 관계인들이며 2대 주주는 8.8%를 보유한 호텔롯데다. 아래의 표는 2013년 4월 1일 기준으로 공정거래위원회에 의해 작성된 표이다. 2013년 6월 기준으로, 롯데쇼핑이 보유 중이던 일부 계열사의 지분을 매각했고, 대흥기획이 이 지분을 매입함에 따라 더 복잡한 구조가 나타났다.
| 1  | 롯데쇼핑     | 25.0% | 롯데역사       | 2.2%  | 롯데건설     | 1.0%  | 롯데쇼핑     |       |              |       |              |      |          |
| 2  | 롯데쇼핑     | 3.4%  | 롯데푸드       | 7.5%  | 롯데역사     | 2.2%  | 롯데건설     | 1.0%  | 롯데쇼핑     |       |              |      |          |
| 5  | 롯데쇼핑     | 34.0% | 대홍기획       | 28.1% | 롯데정보통신 | 4.8%  | 롯데쇼핑     |       |              |       |              |      |          |
| 6  | 롯데쇼핑     | 15.0% | 롯데상사       | 56.8% | 한국후지필름 | 3.5%  | 대홍기획     | 28.1% | 롯데정보통신 | 4.8%  | 롯데쇼핑     |      |          |
| 7  | 롯데쇼핑     | 4.6%  | 롯데로지스틱스 | 13.7% | 롯데상사     | 56.8% | 한국후지필름 | 3.5%  | 대홍기획     | 28.1% | 롯데정보통신 | 4.8% | 롯데쇼핑 |
| 8  | 롯데쇼핑     | 38.7% | 롯데리아       | 34.5% | 롯데정보통신 | 4.8%  | 롯데쇼핑     |       |              |       |              |      |          |
| 9  | 롯데쇼핑     | 12.0% | 롯데알미늄     | 2.6%  | 한국후지필름 | 7.9%  | 롯데쇼핑     |       |              |       |              |      |          |
| 10 | 롯데쇼핑     | 38.7% | 롯데리아       | 2.0%  | 롯데알미늄   | 2.6%  | 한국후지필름 | 7.9%  | 롯데쇼핑     |       |              |      |          |
| 11 | 롯데쇼핑     | 12.0% | 롯데알미늄     | 9.2%  | 롯데건설     | 6.0%  | 롯데상사     | 56.8% | 한국후지필름 | 7.9%  | 롯데쇼핑     |      |          |
| 12 | 롯데쇼핑     | 38.7% | 롯데리아       | 2.0%  | 롯데알미늄   | 9.2%  | 롯데건설     | 6.0%  | 롯데상사     | 56.8% | 한국후지필름 | 7.9% | 롯데쇼핑 |
| 13 | 롯데쇼핑     | 25.0% | 롯데역사       | 2.2%  | 롯데건설     | 6.0%  | 롯데상사     | 56.8% | 한국후지필름 | 7.9%  | 롯데쇼핑     |      |          |
| 14 | 롯데쇼핑     | 3.4%  | 롯데푸드       | 7.5%  | 롯데역사     | 2.2%  | 롯데건설     | 6.0%  | 롯데상사     | 56.8% | 한국후지필름 | 7.9% | 롯데쇼핑 |
| 17 | 롯데쇼핑     | 12.0% | 롯데알미늄     | 8.4%  | 롯데칠성음료 | 5.0%  | 한국후지필름 | 7.9%  | 롯데쇼핑     |       |              |      |          |
| 18 | 롯데쇼핑     | 38.7% | 롯데리아       | 2.0%  | 롯데알미늄   | 8.4%  | 롯데칠성음료 | 5.0%  | 한국후지필름 | 7.9%  | 롯데쇼핑     |      |          |
| 21 | 롯데쇼핑     | 12.0% | 롯데알미늄     | 8.4%  | 롯데칠성음료 | 3.9%  | 롯데쇼핑     |       |              |       |              |      |          |
| 22 | 롯데쇼핑     | 38.7% | 롯데리아       | 2.0%  | 롯데알미늄   | 8.4%  | 롯데칠성음료 | 3.9%  | 롯데쇼핑     |       |              |      |          |
| 24 | 롯데쇼핑     | 22.4% | 롯데캐피탈     | 4.6%  | 롯데카드     | 1.5%  | 롯데칠성음료 | 3.9%  | 롯데쇼핑     |       |              |      |          |
| 25 | 롯데쇼핑     | 15.0% | 롯데상사       | 56.8% | 한국후지필름 | 7.9%  | 롯데쇼핑     |       |              |       |              |      |          |
| 26 | 롯데쇼핑     | 34.0% | 대홍기획       | 1.1%  | 롯데상사     | 56.8% | 한국후지필름 | 7.9%  | 롯데쇼핑     |       |              |      |          |
| 27 | 롯데쇼핑     | 4.6%  | 롯데로지스틱스 | 13.7% | 롯데상사     | 56.8% | 한국후지필름 | 7.9%  | 롯데쇼핑     |       |              |      |          |
| 28 | 롯데리아     | 2.0%  | 롯데알미늄     | 15.3% | 롯데제과     | 13.6% | 롯데리아     |       |              |       |              |      |          |
| 29 | 롯데리아     | 2.0%  | 롯데알미늄     | 15.3% | 롯데제과     | 11.4% | 롯데칠성음료 | 1.3%  | 롯데리아     |       |              |      |          |
| 30 | 롯데리아     | 2.0%  | 롯데알미늄     | 8.4%  | 롯데칠성음료 | 1.3%  | 롯데리아     |       |              |       |              |      |          |
| 31 | 한국후지필름 | 3.5%  | 대홍기획       | 1.1%  | 롯데상사     | 56.8% | 한국후지필름 |       |              |       |              |      |          |
| 32 | 롯데푸드     | 1.2%  | 롯데캐피탈     | 4.6%  | 롯데카드     | 1.5%  | 롯데칠성음료 | 9.3%  | 롯데푸드     |       |              |      |          |

### 롯데그룹 비자금 조성 의혹 사건
정운호 네이처리퍼블릭 대표가 신동빈 롯데그룹 회장의 이복누나 신영자 롯데복지장학재단 이사장에게 로비를 받아 롯데면세점에 입점시켜준 것으로 나타나자, 신영자와 오너 일가 롯데 그룹 전체로 수사가 확대됐다. 검찰 수사로 인해 롯데 그룹의 핵심 사업 추진에도 영향을 미치게 됐다. 특히, 지배구조 개선과 국적 논란을 잠재우기 위해 추진했던 호텔롯데의 기업공개 일정이 불투명해 질 것이라는 전망이 나왔다.
검찰은 비자금 조성 의혹을 조사하면서 롯데그룹의 정책본부가 어떤 역할을 했는지 밝히고자 했다. 이에 검찰은 롯데그룹 수사를 통해 정책본부 대외협력단장인 소진세 사장이 그룹 계열사 간 자산 지분 거래를 통한 부당지원에 관여한 것으로 보고 2016년 8월 15일 참고인 신분으로 조사했다. 또한, 황각규 정책본부 실장이 2008년부터 2011년 롯데그룹은 3조원 규모에 달하는 해외 M&A를 진행하는 과정에서 거액의 비자금을 조성해 신동빈 롯데그룹 회장에게 전달했다는 정황을 포착해 8월 25일에 황각규를 소환조사했다.
수사를 통해 검찰은 롯데 총수 일가의 세금 포탈 의혹을 밝혀냈다. 신격호 총괄회장이 신영자 롯데장학재단 이사장과 신유미에게 일본 롯데홀딩스 지분 6% 가량을 차명으로 넘기는 과정에서 증여세 6000억원을 탈루 정황을 밝혀냈다. 하지만, 롯데그룹의 복잡한 지배구조 때문에 비자금 수사가 어려움을 겪자 검찰은 신격호 총괄회장과 신동빈 회장의 신임을 받고 있는, 이인원 부회장을 상대로 롯데 오너일가의 비자금 조성 의혹 등 롯데그룹 내 비리 전반을 조사할 계획이었다. 8월 26일 롯데그룹 비자금 사건에 관련해 검찰 출석을 앞두고 롯데그룹 2인자 이인원 부회장이 자살했다. 이인원 부회장의 자살로 롯데 비자금 관련 최종 책임을 신격호 총괄회장으로 몰고 실무책임자를 이인원 부회장 쪽으로 몰고 갈 가능성이 있어, 검찰 수사에 난항을 겪게 됐다.

## 같이 보기
- 롯데홀딩스
- 롯데지주
- 롯데제과
- 재일동포
- 재일본대한민국민단
- 사카모토 료마
- 도야마 미쓰루
- 자 도리후타즈
- 북두의 권
- 레드 엔터테인먼트
- 하야시 세이이치
- 칠복신
- 젊은 베르테르의 슬픔
- 호레이스 윌슨
- 기도 다카마사
- 주만 가나에
- TPP
- 사드